# Hortensius (Mondkrater)
Hortensius ist ein Einschlagkrater auf der westlichen Mondvorderseite in der Ebene des Mare Insularum, südwestlich von Copernicus und nordwestlich von Reinhold.
Der runde Kraterrand ist scharf ausgeprägt. Der Krater hat die Form einer Schüssel mit flachem Boden.
Nördlich von Hortensius befindet sich eine Gruppe von sechs Kuppeln kleiner Schildvulkane.
| Buchstabe | Position          | Durchmesser | Link |
| --------- | ----------------- | ----------- | ---- |
| A         | 4,35° N, 30,78° W | 10 km       |      |
| B         | 5,24° N, 29,53° W | 6 km        |      |
| C         | 5,91° N, 26,76° W | 6 km        |      |
| D         | 5,39° N, 32,39° W | 7 km        |      |
| E         | 5,23° N, 25,47° W | 15 km       |      |
| F         | 7,03° N, 25,69° W | 6 km        |      |
| G         | 8,12° N, 26,19° W | 4 km        |      |
| H         | 5,85° N, 31,19° W | 6 km        |      |

Der Krater wurde 1935 von der IAU nach dem niederländischen Astronomen und Mathematiker Martin van den Hove offiziell benannt.